# 早川浴場
早川浴場（はやかわよくじょう）は、愛知県名古屋市中村区のJR東海名古屋駅構内にあった公衆浴場（銭湯）。1937年に開業し、全国で唯一駅構内にある銭湯として親しまれたが、1991年11月30日で店じまいした。「早川」は経営者の姓である。

## 歴史
1937年、国鉄名古屋駅構内に開業した。最盛期の昭和30年代には早朝5時から深夜23時まで営業した。蒸気機関車の煤煙で汚れたり、夜行列車の長旅で疲れた乗客を受け入れたりし、1日1000人を超す客でにぎわった時期もあった。1964年に東海道新幹線が開業し、その後夜行列車が減少すると経営が苦しくなった。1990年代に入るとついにJR東海から家賃の滞納で訴訟を起こされ、当初はJRと全面対立したものの、1991年11月1日に名古屋地方裁判所で和解が成立した。最終日の11月30日には14時に店じまいとなったが、男女600人のなじみ客が訪れたという。経営者の早川順太は「時代が悪い」と吐き捨て、54年の歴史に幕を下ろした。